# Crispo de Calcedonia
San Crispo de Calcedonia fue un obispo de Calcedonia. Se le menciona en Primera epístola a los corintios 1:14. Era un dirigente de la sinagoga judía de Corinto, Él y su familia fueron convertidos al cristianismo por Pablo de Tarso (Hechos 18:8). Fue bautizado por Pablo en Corinto, Grecia y muchos se enteraron de su conversión, se convirtieron en creyentes y también fueron bautizados. Más tarde fue obispo de Calcedonia. Fue martirizado por su fe.
Según 1 Corintios 1-14, Crispo fue el primer converso de Corinto bautizado por el propio Pablo. Pablo solía dejar los bautismos en manos de sus colaboradores; el hecho de que hiciera una excepción con Crispo se debió posiblemente a su posición como jefe de la sinagoga.  El hecho de que el cargo de jefe de la sinagoga le reportara prestigio está documentado por diversas fuentes contemporáneas.  Su sucesor al frente de la sinagoga fue Sóstenes (Hechos 18). Se dice que más tarde se convirtió en obispo de Egina y murió como mártir.  Crispo se cuenta entre los Setenta discípulos. Según Ortodoxas fuentes, Crispo se convirtió más tarde en obispo de Calcedonia; según la tradición católica, fue obispo de Egina.
La fiesta de Crispo es el 4 de octubre y se cuenta entre los Setenta discípulos en la Iglesia Ortodoxa Oriental.